# Acomys nesiotes
Acomys nesiotes là một loài động vật có vú trong họ Chuột, bộ Gặm nhấm. Loài này được Bate mô tả năm 1903.